# Мак-Кензи (округ)
Округ Мак-Кензи (англ. McKenzie County) располагается в штате Северная Дакота, США. Официально образован в 1905 году. По состоянию на 2013 год, численность населения составляла 9314 человек.

## География
По данным Бюро переписи США, общая площадь округа равняется 7 409,997 км2, из которых 7 101,787 км2 — суша, и 119,000 км2, или 4,160 % — это водоемы.

## Население
По данным переписи населения 2000 года в округе проживает 5737 жителей в составе 2151 домашних хозяйств и 1548 семей. Плотность населения составляет 1,00 человек на км2. На территории округа насчитывается 2719 жилых строений, при плотности застройки менее 1,00-го строения на км2. Расовый состав населения: белые — 77,36 %, афроамериканцы — 0,07 %, коренные американцы (индейцы) — 21,18 %, азиаты — 0,05 %, гавайцы — 0,02 %, представители других рас — 0,14 %, представители двух или более рас — 1,19 %. Испаноязычные составляли 1,01 % населения независимо от расы.
В составе 34,50 % из общего числа домашних хозяйств проживают дети в возрасте до 18 лет, 57,90 % домашних хозяйств представляют собой супружеские пары, проживающие вместе, 9,30 % домашних хозяйств представляют собой одиноких женщин без супруга, 28,00 % домашних хозяйств не имеют отношения к семьям, 25,80 % домашних хозяйств состоят из одного человека, 13,10 % домашних хозяйств состоят из престарелых (65 лет и старше), проживающих в одиночестве. Средний размер домашнего хозяйства составляет 2,64 человека, и средний размер семьи 3,17 человека.
Возрастной состав округа: 30,60 % — моложе 18 лет, 5,50 % — от 18 до 24, 23,30 % — от 25 до 44, 24,90 % — от 45 до 64, и 24,90 % — от 65 и старше. Средний возраст жителя округа — 40 лет. На каждые 100 женщин приходится 100,70 мужчин. На каждые 100 женщин старше 18 лет приходится 98,90 мужчин.
Средний доход на домохозяйство в округе составлял 29 342 USD, на семью — 34 091 USD. Среднестатистический заработок мужчины был 26 351 USD против 20 147 USD для женщины. Доход на душу населения составлял 14 732 USD. Около 13,70 % семей и 17,20 % общего населения находились ниже черты бедности, в том числе — 22,10 % молодежи (тех, кому ещё не исполнилось 18 лет) и 12,70 % тех, кому было уже больше 65 лет.